# Loma Prieta-jordskælvet
Loma Prieta-jordskælvet var et jordskælv der skete i Nordcalifornien den 17. oktober 1989 kl. 17:04 om eftermiddagen lokal tid. Skælvet havde epicenter i The Forest of Nisene Marks State Park omkring 16 km nordøst for Santa Cruz i en del af San Andreas-forkastningen. Det fik navn efter den nærliggende tinde Loma Prieta der ligger i Santa Cruz Mountains. Med en styrke på 6,9 og en maksimal Mercalli-intensitet på IX (Voldsomt), resulterede det i 63 dødsfald og 3.757 blev såret. Loma Prieta-delen af San Andreas-forkastningen havde været relativt inaktiv siden jordskælvet i San Francisco 1906 indtil to kraftige forskælv kom i juni 1988 og august 1989.
Ødelæggelserne var store i Santa Cruz County og mindre mod syd i Monterey County, begge i Californien. Effekten kunne dog mærkes et godt stykke nordpå og in i San Francisco Bay Area, der begge ligger på San Francisco-halvøen og på den anden side i Oakland. Der kom ingen revner i overfladen, selvom der dog skete en række jordskred og mindre frokastninger, særligt i Summit-området. Liquefaction, hvor jorden bliver som vand og tyng synker ned, skete i særlig stor grad i Marina District i San Francisco, men effekten kunne også ses på bredden af Monterey Bay, hvor en ikke destruktiv tsunami blev observeret.
Som følge af dækningen af sportseventet 1989 World Series, blev det det første store jordskælv i USA, der blev sendt liv på nationalt fjernsyn, og det bliver nogle gange refereret til som "World Series earthquake". Myldretidstrafikken i Bay Area på motorvejen var mindre tæt end normalt fordi omkring 62.000 personer overværede kampen i Candlestick Park i San Francisco, og dette har muligvis medvirket til, at relativt få omkom, da en stor del af broer og veje i området kollapsede under rystelserne. En del af dobbeltdækkermotorvejen Nimitz Freeway i Oakland kollapsede, og dette sted havde det absolut største antal omkomne, men andre bygningskollaps og og andre relaterede ødelæggelser gjorde at der også skete dødsfald i San Francisco, Los Altos og Santa Cruz.